# Joanne Chory

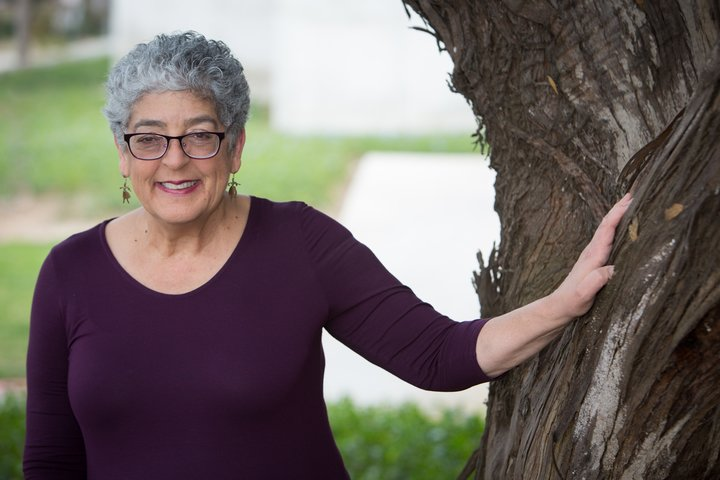
Joanne Chory, 2017

Joanne Chory (* 19. März 1955 in Methuen, Massachusetts, Vereinigte Staaten; † 12. November 2024) war eine US-amerikanische Pflanzenbiologin am Salk Institute for Biological Studies in La Jolla, Kalifornien, und der University of California, San Diego.

## Leben
Chory erwarb am Oberlin College (Ohio) einen Bachelor in Biologie und bei Samuel Kaplan an der University of Illinois at Urbana-Champaign einen Ph.D. in Biochemie. Als Postdoktorandin arbeitete sie ab 1984 bei Frederick M. Ausubel (* 1945) und Gerald R. Fink an der Harvard Medical School.
1988 erhielt Chory am Salk Institute for Biological Studies in La Jolla, Kalifornien eine eigene Arbeitsgruppe (Assistant Professor, 1994 Associate Professor). Ab 1992 hatte sie zusätzlich eine Professur (Adjunct Professor) an der University of California, San Diego. Ab 1997 forschte sie zusätzlich für das Howard Hughes Medical Institute (HHMI).
Ab 1998 hatte sie am Salk Institute eine ordentliche Professur für Pflanzenbiologie und leitete das dortige Institut für Pflanzenbiologie.
Chory konnte wegweisende Arbeiten zur Genetik und Molekularbiologie der Photomorphogenese und ihrer Beeinflussung durch Photorezeptoren und deren Signaltransduktion erbringen. In ihrer Arbeitsgruppe wurde Brassinolid, ein pflanzliches Steroidhormon, entdeckt, das die Antwort von Pflanzen auf Licht vermittelt, und es wurde der zugehörige Hormonrezeptor und sein Signalweg identifiziert. Chory konnte wesentlich zum Verständnis der Auxine beitragen, einer weiteren Gruppe von Pflanzenhormonen. Viele ihrer Arbeiten verwenden die Acker-Schmalwand (Arabidopsis thaliana) als Modellorganismus.
Chory starb am 12. November 2024 an den Folgen einer Parkinson-Erkrankung. Sie wurde 69 Jahre alt.

## Auszeichnungen (Auswahl)
- 1994 William O. Baker Award for Initiatives in Research[3]
- 1998 Mitglied der American Academy of Arts and Sciences[4]
- 1999 Mitglied der National Academy of Sciences[5]
- 2000 UNESCO-L’Oréal-Preis[6]
- 2005 Gewähltes Mitglied (Fellow) der American Association for the Advancement of Science
- 2006 Assoziiertes Mitglied der European Molecular Biology Organization
- 2008 Mitglied der Leopoldina[1][7]
- 2009 Auswärtiges Mitglied der Académie des sciences[8]
- 2011 Auswärtiges Mitglied der Royal Society[9]
- 2012 Genetics Society of America Medal[10]
- 2015 Mitglied der American Philosophical Society
- 2018 Breakthrough Prize in Life Sciences
- 2018 Gruber-Preis für Genetik
- 2019 Prinzessin-von-Asturien-Preis[11]
- 2020 Pearl Meister Greengard Prize
- 2022 Ehrendoktorwürde der Nationalen Autonomen Universität von Mexiko (UNAM)[12]
- 2024 Benjamin Franklin Medal (Franklin Institute)
- 2024 Wolf-Preis in Agrarwissenschaft[13]
- 2025 Thomas Hunt Morgan Medal (posthum)